# ヴァリェヴォ
ヴァリェヴォ（セルビア語:  Valjevo / Ваљево, 発音: [v̞âːʎɛv̞ɔ]）は、セルビアの都市および基礎自治体で、コルバラ郡の行政的な中心都市である。

## 地勢
ヴァリェヴォは首都ベオグラードから100km離れた場所にあり、近辺にはセルビアにとってはもっとも重要である幹線道路が通じており、イバールハイウェー(Ибарска магистрала)はセルビア南北を結び、アルテリアルハイウェー(Arterial)はアドリア海沿岸やボスニア・ヘルツェゴビナ方面へ続き、マチェヴァ(Mačva)の肥沃な土壌やヴォイヴォディナの穀倉地帯からここヴァリェヴォを通り、他のセルビア西部の主要都市であるシャバツ、ウジツェ、ロズニツァ、バイナ・バシュタ等と結んでいる。鉄道はベオグラード＝バール鉄道が通っており、モンテネグロのバールなどアドリア海沿岸の都市と結ばれている。

## 歴史
近郊のペトニツァ村で科学者によってセルビアでは最初に形成されたとされる新石器時代の居住地跡が発見されている。ローマ時代には属州モエシアに含まれていた。ヴァリェヴォが最初に言及されたのは1393年のことで、ボスニアとベオグラードを結ぶ交易ルートの大切な宿場として機能しており、16世紀から17世紀にかけての安定したオスマン帝国支配時には重要であった。19世紀から始まった歴史的な急速な変化で、ほとんどの領域はオスマンからセルビアのものへと変わった。当時はセルビア蜂起の初期の段階で、すでに1804年に地元のセルビア人たちがトルコ支配に対して、反乱を起こしておりその成功がセルビア側にもたらされていた。ヴァリェヴォでの反乱の契機の一つなった原因に、二人の良く知られた騎士であるイリヤ・ビルツァニン(Ilija Bircanin)とアレクサ・ネナドヴィツ(Aleksa Nenadovic)がコルバラ川の橋でトルコによって殺されたという出来事があった。
20世紀に入るとさらなる居住地の開発が進められ、ヴァリェヴォは重要な産業や文化の中心地となった。第一次世界大戦時には直ぐに近辺で、コルバラの戦いが起こり町には負傷者のための大きな病院があった。戦いではセルビアがオーストリア・ハンガリー帝国に勝利している。ヴァリェヴォの戦争による大きな被災は第二次世界大戦時と1999年にユーゴスラビアに対してNATOがコソボ紛争に関連して行ったアライド・フォース作戦による空爆である。

## 経済
ヴァリャヴォの主要な経済の起爆となったものは20世紀半ばからあった兵器製造工場のクルシュイク(Krušik)であった。厳しい経済状況の中で事業も上手く戻ったが、1999年のNATOのコスボ紛争に関連した制裁により空爆を受け現在では大部分はイラク軍と取引が行われている。ヴァリャヴォの経済の大部分は多くの中小企業による冶金や食品、皮革、織物産業が特徴付けている。オーストリアやイタリア、スロベニア等、欧州連合諸国の企業がヴァリャヴォに工場を設置したりもしている。

## 人口
周辺部の小規模な5つの自治体を含めた人口は約20万人で、2002年の国勢調査による人口では基礎自治体全域で96,761人であった。そのうち、都市部には61,270人、郊外や村落には35,491人が居住している。
| ヴァリェヴォの民族構成 (2002年) |        |  |  |  |  |  |  |  |  |
| 民族                            | 人口   |  |  |  |  |  |  |  |  |
| セルビア人                      | 93,064 |  |  |  |  |  |  |  |  |
| ロマ                            | 1,314  |  |  |  |  |  |  |  |  |
| モンテネグロ人                  | 244    |  |  |  |  |  |  |  |  |
| ユーゴスラビア人                | 224    |  |  |  |  |  |  |  |  |
| その他                          | 1915   |  |  |  |  |  |  |  |  |
| 合計                            | 96,761 |  |  |  |  |  |  |  |  |
|                                 |        |  |  |  |  |  |  |  |  |

## 地区
| - Babina Luka - Bačevci - Balinović - Belić - Beloševac - Beomužević - Blizonje - Bobova - Bogatić - Brangović - Brankovina - Brezovice - Bujačić - Degurić - Divci - Divčibare - Donja Bukovica - Donje Leskovice - Dračić - Dupljaj - Gola Glava - Gorić - Gornja Bukovica - Gornja Grabovica - Gornje Leskovice - Jasenica | - Jazovik - Joševa - Jovanja - Klanica - Klinci - Kotešica - Kovačice - Kozličić - Kunice - Lelić - Loznica - Lukavac - Majinović - Mijači - Miličinica - Mrčić - Oglađenovac - Osladić - Paklje - Paune - Petnica - Popučke - Pričević - Prijezdić - Rabas - Rađevo Selo | - Ravnje - Rebelj - Rovni - Sandalj - Sedlari - Sitarice - Sovač - Stanina Reka - Stapar - Strmna Gora - Stubo - Sušica - Suvodanje - Taor - Tubravić - Tupanci - Valjevska Kamenica - Veselinovac - Vlaščić - Vragočanica - Vujinovača - Zabrdica - Zarube - Zlatarić - Žabari |